# Mary Rose Trust

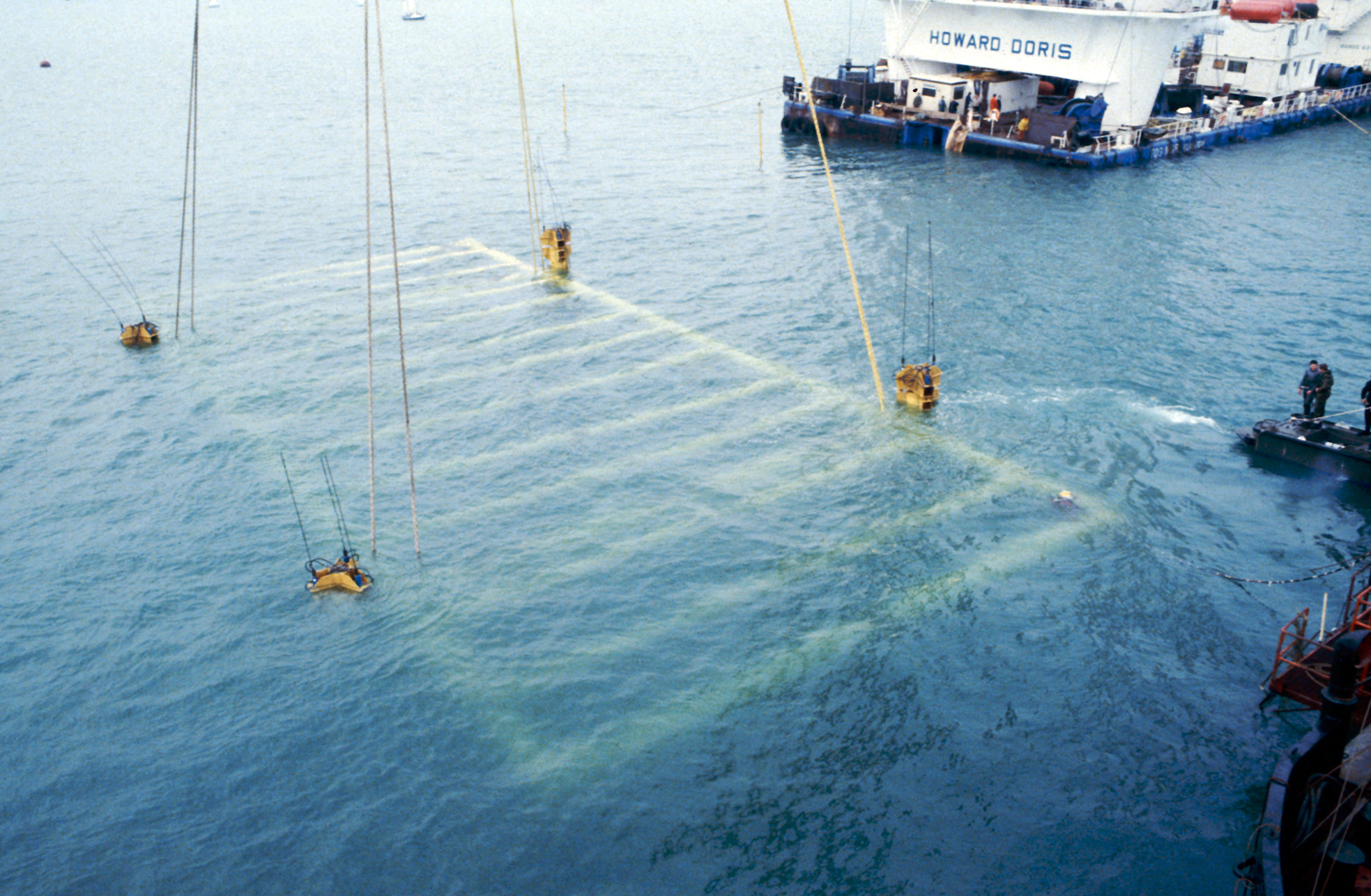
Den sista fasen i bärgningsarbetet av Mary Rose 11 oktober 1982. Lyftanordningen som håller upp vraket syns precis under vattenytan.

Mary Rose Trust är en ideell stiftelse baserad i Portsmouth i Storbritannien. Dess mål är att bevara, visa upp och sprida kunskap om 1500-talsskeppet Mary Rose, som sjönk i Solentsundet utanför Portsmouth 19 juli 1545 och som bärgades av stiftelsen i oktober 1982.
Mary Rose Trust driver också Mary Rose Museum i Portsmouth Historic Dockyard.

## Historik
Mary Rose Trust går tillbaka till Mary Rose Committee, en kommitté som grundades 1968 med syftet att "hitta, gräva ut, bärga och bevara för all framtid de kvarlevor av skeppet Mary Rose som är av historiskt eller arkeologiskt intresse. Vrakplatsen undersöktes av dykare och med hjälp av sonar 1967-68 och hjälp av sonarutrustningen kunde man konstatera någon form av begravt föremål. 1970 hittade man en första lös trädetalj och själva vraket lokaliserades 5 maj 1971. Under merparten av 70-talet undersökte amatördykare och marinarkeologer vrakplatsen och genomförde mindre utgrävningar.
Under 60- och 70-talen samarbetade Mary Rose Committee med museirepresentanter, dykklubbar och arkeologer för att få till stånd ett lagskydd för vrak som var kunde anses vara viktiga historiska kulturarv. Merchant Shipping Act från 1894 ("handelssjöfartsstadgan") föreskrev vid den tiden att all vrak utan ägaranspråk som bärgades skulle säljas för att betala bärgarlön. Detta innebar att äldre vrak var hotade av kommersiell exploatering. Istället för att genomgå grundliga undersökningar och utgrävningar av marinarkeologer, löpte historiskt värdefulla vrakrisken att bli förstörda av skrupelfria bärgare och skattjägare. Den gemensamma intresseorganisationen Committe for Nautical Archaeology ("Kommittén för marinarkeologi"), som Mary Rose Committee var medlem av, var framgångsrika i att lobba fram ett lagligt skydd under Protection of Wrecks Act ("vraksskyddsstadgan"), och Mary Rose blev en av de första skeppen att åtnjuta lagskydd. Trots det fanns förelåg det ett hot om att bärgade föremål kunde konfiskeras under brittisk bärgningslag. För att undvika konfrontation var man tvungen att upprätthålla förhandlingar med Receiver of Wreck, en del av den brittiska sjöfartsmyndigheten Maritime and Coastguard Agency.
Kommittén skötte de småskaliga dykoperationerna och kartläggningarna av vrakplatsen fram till 1979, då det bestämdes att vraket skulle grävas ut helt och sedan bärgas. Detta krävde avsevärda tillgångar och en betydligt större organisation och ledde till att bildandet av stiftelsen Mary Rose Trust. Prins Charles blev dess första ordförande och Margaret Rule ansvarig för det arkeologiska arbetet och förberedelserna för bärgningen. Projektet hade då fått stor uppmärksamhet från media och allmänhet samt mottagit stora donationer med vilka man bl.a. kunde köpa in bärgningsfartyget Sleipner, som också hade använts vid dykningarna på Vasa 1957-61.
Den 11 oktober 1982 bärgades Mary Rose framgångsrikt och bogserade in i Portsmouth Historic Dockyard där hon placerades i passivt förvar tills den aktiva konserveringsprocessen påbörjades 1994. Samtidigt byggde Mary Rose Trust ett museum för att förklara historien kring skeppet och de föremål hon burit på.

## Aktiviteter
2008 hade Mary Rose Trust tillgångar på närmare 10 miljoner pund och inkomster på över 5,7 miljoner, varav den stora merparten kom från donationer. Den hade samma år 56 anställda och 50 volontärer. För tillfället är stiftelsen inblandad i byggandet av ett nytt museum där det konserverade skrovet ska ställas ut tillsammans med ett urval av de tusentals föremål som hittades ombord och vid vrakplatsen.
Mary Rose Trust är en systerorganisation till det svenska Vasamuseet i Stockholm med vilka det har regelbundna utbyten och gemensamma projekt.